# Nully (Alt Marne)
Nully és un municipi francès situat al departament de l'Alt Marne i a la regió del Gran Est. L'any 2007 tenia 174 habitants.

## Demografia

### Població
El 2007 la població de fet de Nully era de 174 persones. Hi havia 72 famílies de les quals 19 eren unipersonals (4 homes vivint sols i 15 dones vivint soles), 30 parelles sense fills, 19 parelles amb fills i 4 famílies monoparentals amb fills.
La població ha evolucionat segons el següent gràfic:
Habitants censats

### Habitatges
El 2007 hi havia 100 habitatges, 70 eren l'habitatge principal de la família, 12 eren segones residències i 18 estaven desocupats. 91 eren cases i 9 eren apartaments. Dels 70 habitatges principals, 62 estaven ocupats pels seus propietaris, 7 estaven llogats i ocupats pels llogaters i 2 estaven cedits a títol gratuït; 4 tenien dues cambres, 8 en tenien tres, 18 en tenien quatre i 40 en tenien cinc o més. 46 habitatges disposaven pel capbaix d'una plaça de pàrquing. A 36 habitatges hi havia un automòbil i a 25 n'hi havia dos o més.

### Piràmide de població
La piràmide de població per edats i sexe el 2009 era:
| Homes | Edats   | Dones |
| ----- | ------- | ----- |
| 0     | 95 o +  | 0     |
| 4     | 90 a 94 | 8     |
| 4     | 85 a 89 | 0     |
| 0     | 80 a 84 | 8     |
| 8     | 75 a 79 | 4     |
| 8     | 70 a 74 | 0     |
| 12    | 65 a 69 | 4     |
| 16    | 60 a 64 | 24    |
| 4     | 55 a 59 | 4     |
| 16    | 50 a 54 | 0     |
| 4     | 45 a 49 | 8     |
| 12    | 40 a 44 | 4     |
| 20    | 35 a 39 | 16    |
| 8     | 30 a 34 | 0     |
| 4     | 25 a 29 | 20    |
| 4     | 20 a 24 | 0     |
| 16    | 15 a 19 | 12    |
| 8     | 10 a 14 | 8     |
| 4     | 5 a 9   | 12    |
| 12    | 0 a 4   | 12    |

## Economia
El 2007 la població en edat de treballar era de 90 persones, 63 eren actives i 27 eren inactives. De les 63 persones actives 55 estaven ocupades (32 homes i 23 dones) i 8 estaven aturades (5 homes i 3 dones). De les 27 persones inactives 8 estaven jubilades, 8 estaven estudiant i 11 estaven classificades com a «altres inactius».

### Ingressos
El 2009 a Nully hi havia 74 unitats fiscals que integraven 182 persones, la mediana anual d'ingressos fiscals per persona era de 14.471,5 €.

### Activitats econòmiques
Dels 7  establiments que hi havia el 2007, 2 eren d'empreses de fabricació d'altres productes industrials, 1 d'una empresa de construcció, 2 d'empreses de comerç i reparació d'automòbils, 1 d'una empresa de transport i 1 d'una empresa financera.
L'únic servei als particulars que hi havia el 2009 era un paleta.
L'any 2000 a Nully hi havia 16 explotacions agrícoles que ocupaven un total de 1.703 hectàrees.

## Equipaments sanitaris i escolars
El 2009 hi havia una escola elemental integrada dins d'un grup escolar amb les comunes properes formant una escola dispersa.

## Poblacions més properes
El següent diagrama mostra les poblacions més properes.